# Katja Kramarczyk
Katja Schülke-Kramarczyk (født 18. marts 1984 i Frankfurt) er en tysk håndboldspiller, som spiller for Bayer 04 Leverkusen og det tyske landshold. Hun deltog sammen med landsholdet til VM i håndbold 2011 i Brasilien.